# 缬沙坦/氢氯噻嗪
缬沙坦/氢氯噻嗪（英語：Valsartan/hydrochlorothiazide）(INNs，商品名：複代文（Diovan HCT）)是一款抗高血压药，该药物是血管紧张素II受体拮抗剂与氢氯噻嗪相结合的複方藥，为常见的其他降压类药物结合利尿剂的混合制剂。